# John Allen Muhammad
John Allen Muhammad (apellidado Williams antes de convertirse al Islam) (31 de diciembre de 1960 - 10 de noviembre de 2009) fue un asesino en serie estadounidense que actuó en el área metropolitana de Washington D. C., entre febrero y octubre de 2002.
Junto a su cómplice e hijo adoptivo, Lee Boyd Malvo, mataron a diecisiete personas con disparos a larga distancia con un rifle de francotirador. Además, ocasionaron heridas a otras veinte personas en los estados de Maryland y Virginia y por los alrededores del Distrito de Columbia, con el mismo método, razón por la cual se ganó los apodos de El francotirador de Washington (D.C. Sniper en inglés) y El francotirador de Beltway.
Nacido como John Allen Williams, Muhammad se unió a la Nación del Islam en 1987 y posteriormente cambió su apellido a Muhammad. En el juicio de Muhammad, el fiscal alegó que la masacre fue parte de un complot para matar a su exesposa y recuperar la custodia de sus hijos, pero el juez dictaminó que no había pruebas suficientes para apoyar este argumento. Su juicio por uno de los asesinatos (el de Dean Harold Meyers, en el Condado de Prince William) comenzó en octubre de 2003, y al mes siguiente se le encontró culpable de asesinato. Cuatro meses más tarde, fue sentenciado a muerte. Fue extraditado a Maryland para hacer frente a otros cargos allí, donde fue declarado culpable de otros seis asesinatos en primer grado. Al término de la actividad judicial en Maryland, Muhammad fue devuelto al corredor de la muerte de Virginia, a la espera de la presentación de nuevos cargos por parte de otro estado o del Distrito de Columbia. 
Muhammad fue ejecutado por inyección letal el 10 de noviembre de 2009 a las 21:06 ET en el Centro Correccional de Greensville, cerca de Jarratt (Virginia), y fue declarado muerto a las 21:11 ET. Muhammad se negó a hacer una declaración final.

## Primeros años y servicio militar
John Allen Williams nació en Baton Rouge, como hijo de Ernest y Eva Williams. Él y su familia se mudaron a Nueva Orleans cuando su madre fue diagnosticada con cáncer de mama, enfermedad de la que murió cuando él tenía cinco años. Tras la muerte de su madre, su padre se fue y fue criado principalmente por su abuelo y una tía. Muhammad se alistó en Guardia Nacional del Ejército de Luisiana en 1979 y, después de siete años de servicio, se ofreció como voluntario para el servicio activo en 1986. En 1987 se incorporó a la Nación del Islam.
Mientras estaba en el Ejército de los Estados Unidos, Muhammad fue entrenado como mecánico, conductor de camión, y metalúrgico especializado. Se clasificó con el rifle estándar de la infantería del Ejército, el fusil M16.
Como miembro de la Nación del Islam, Muhammad ayudó a proporcionar la seguridad para la "Marcha de un millón de hombres", en 1995, pero el líder de la organización, Louis Farrakhan, se había distanciado públicamente de él y de su comisión de delitos. Muhammad secuestró a sus hijos y los llevó a la isla caribeña de Antigua, alrededor de 1999, al parecer, por lo que se dedujo de la actividad de su tarjeta de crédito y fraude en los documentos de inmigración. Fue durante este tiempo que él conoció a Lee Boyd Malvo, que más tarde actuó como su socio en los asesinatos. Williams cambió su nombre por el de John Allen Muhammad en octubre de 2001.
Tras su detención, las autoridades también afirmaron que Muhammad admitió que él admiraba y tenía como modelo a Osama bin Laden y  al-Qaeda, y aprobaba los atentados del 11 de septiembre de 2001. Uno de los testigos psiquiátricos de Malvo testificó en su juicio que Muhammad lo había adoctrinado para que creyera que el producto de los intentos de extorsión que realizó se utilizaría para iniciar una nueva nación de sólo jóvenes negros "puros", en algún lugar de Canadá.[cita requerida]
Muhammad se había divorciado dos veces; su segunda esposa, Mildred Muhammad, solicitó y se le concedió una orden de restricción. Muhammad fue arrestado bajo cargos federales de violación de la orden de restricción en su contra por posesión de un arma. Bajo la ley federal, las personas con órdenes de restricción tienen prohibidos comprar o poseer armas de fuego, según la Enmienda Lautenberg a la Ley de Control de armas de 1968. Los abogados defensores, en el juicio Malvo, y la fiscalía, en el juicio de Muhammad, argumentaron que el objetivo final de los asesinatos era matar a Mildred para recuperar la custodia de sus tres hijos.

## Ataques del francotirador de Beltway
La policía siguió una pista en la que un comunicante anónimo le dijo a un sacerdote que avisara a la policía del robo y asesinato que se había producido a la salida de una tienda de licores en Montgomery (Alabama). Los investigadores que respondieron a la escena del crimen encontraron que a uno de los sospechosos se le había caído una revista, con sus huellas dactilares; éstas fueron identificadas posteriormente como pertenecientes a un joven de 17 años de edad, inmigrante jamaicano, llamado Lee Boyd Malvo, cuyas huellas dactilares estaban en el archivo del INS. Malvo fue conocido por asociarse con Muhammad. Habían vivido juntos en Tacoma (Washington D. C.) por alrededor de un año, donde Malvo usaba el alias de John Lee Malvo.[cita requerida]
La identificación de Muhammad llevó al descubrimiento de que había comprado un antiguo coche de la policía, un Chevrolet Caprice azul, en Nueva Jersey, el 11 de septiembre de 2002. La emisión de esta información al público dio lugar a su arresto cuando ese vehículo fue descubierto estacionado en una parada de descanso de la interestatal 70 en Myersville (Maryland), a las afueras de Frederick (Maryland).

### Víctimas
A continuación las víctimas identificadas que fueron asesinadas o heridas antes de los ataques del francotirador de Beltway:
| Nombre               | Edad | Status     | Fecha del ataque         | Localización             |
| -------------------- | ---- | ---------- | ------------------------ | ------------------------ |
| Keenya Cook          | 21   | Muerta     | 16 de febrero de 2002    | Tacoma (Washington)      |
| Jerry Ray Taylor     | 60   | Muerto     | 19 de marzo de 2002      | Tucson (Arizona)         |
| Billy Gene Dillon    | 37   | Muerto     | 27 de mayo de 2002       | Denton (Texas)           |
| John Gaeta           | 52   | Sobrevivió | 1 de agosto de 2002      | Hammond (Luisiana)       |
| Paul LaRuffa         | 55   | Sobrevivió | 5 de septiembre de 2002  | Clinton (Maryland)       |
| Rupinder Oberoi      | 22   | Sobrevivió | 14 de septiembre de 2002 | Silver Spring (Maryland) |
| Muhammad Rashid      | 32   | Sobrevivió | 15 de septiembre de 2002 | Brandywine (Maryland)    |
| Million Woldemariam  | 41   | Muerto     | 21 de septiembre de 2002 | Atlanta (Georgia)        |
| Claudine Parker      | 52   | Muerta     | 21 de septiembre de 2002 | Montgomery (Alabama)     |
| Kellie adams         | 24   | Sobrevivió | 21 de septiembre de 2002 | Montgomery (Alabama)     |
| Hong Im Ballenger    | 45   | Muerto     | 23 de septiembre de 2002 | Baton Rouge (Luisiana)   |
| Wright Williams, Jr. | 55   | Sobrevivió | 26 de septiembre de 2002 | Baton Rouge (Luisiana)   |

- Nota: Esta lista no incluye a dos víctimas que no fueron identificados públicamente. Un hombre fue asesinado a tiros en un robo en Los Ángeles en febrero o marzo de 2002 y el otro hombre, de 76 años y de Tucson (Arizona), recibió un disparo, pero sobrevivió, en un campo de golf de Clearwater (Florida) el 18 de mayo de 2002.[13]

En orden cronológico, estos son los nombres de las víctimas que fueron asesinadas o heridas en los ataques del francotirador de Beltway.
| Nombre                | Edad | Status     | Fecha del ataque                  | Localización              |
| --------------------- | ---- | ---------- | --------------------------------- | ------------------------- |
| James Martin          | 55   | Muerto     | 2 de octubre de 2002, 6:04 p. m.  | Wheaton (Maryland)        |
| James Buchanan        | 39   | Muerto     | 3 de octubre de 2002, 7:41 a. m.  | Rockville (Maryland)      |
| Premkumar Walekar     | 54   | Muerto     | 3 de octubre de 2002, 8:12 a. m.  | Aspen Hill (Maryland)     |
| Sarah Ramos           | 34   | Muerta     | 3 de octubre de 2002, 8:37 a. m.  | Silver Spring (Maryland)  |
| Lori Ann Lewis-Rivera | 25   | Muerta     | 3 de octubre de 2002, 9:58 a. m.  | Kensington (Maryland)     |
| Pascal Charlot        | 72   | Muerto     | 3 de octubre de 2002, 9:20 p. m.  | Washington D. C.          |
| Caroline Seawell      | 43   | Sobrevivió | 4 de octubre de 2002, 2:30 p. m.  | Fredericksburg (Virginia) |
| Iran Brown            | 13   | Sobrevivió | 7 de octubre de 2002, 8:09 a. m.  | Bowie (Maryland)          |
| Dean Harold Meyers    | 53   | Muerto     | 9 de octubre de 2002, 8:18 p. m.  | Manassas (Virginia)       |
| Kenneth Bridges       | 53   | Muerto     | 11 de octubre de 2002, 9:40 a. m. | Fredericksburg (Virginia) |
| Linda Franklin        | 47   | Muerta     | 14 de octubre de 2002, 9:19 p. m. | Falls Church (Virginia)   |
| Jeffrey Hopper        | 37   | Sobrevivió | 19 de octubre de 2002, 8:00 p. m. | Ashland (Virginia)        |
| Conrad Johnson        | 35   | Muerto     | 22 de octubre de 2002, 5:55 a. m. | Aspen Hill (Maryland)     |

## Causa penal
Muhammad fue capturado en Maryland, donde la mayoría de los ataques y los asesinatos tuvieron lugar, aunque el estado de Maryland intentó llevarlo a juicio, el fiscal general de los Estados Unidos John Ashcroft reasignó el caso de la fiscalía de Maryland a Doug Gansler, del partido demócrata, y a un fiscal republicano en Virginia, Jerry Kilgore. Kilgore planeaba postularse para gobernador. Virginia fue vista como la jurisdicción con más probabilidades de proporcionar una sentencia de muerte, que fue confirmada por  los veredictos de Virginia y Maryland, y Virginia también permite la pena de muerte para menores de edad.
En octubre de 2003, Muhammad fue a juicio por el asesinato de Dean Meyers en una estación de servicio del condado de Prince William cerca de la ciudad de Manassas (Virginia). El juicio había sido trasladado del condado de Prince William, a Virginia Beach, a unos 200 kilómetros de distancia. A Muhammad se le concedió el derecho de representarse a sí mismo en su defensa, y despidió a su abogado, a pesar de que inmediatamente cambió de nuevo a tener representación legal después de su argumento inicial.
Muhammad fue acusado de asesinato, de terrorismo, conspiración y el uso ilegal de un arma de fuego, y se enfrentaba a una posible pena de muerte. Los fiscales dijeron que los disparos eran parte de un complot para extorsionar 10 millones de dólares de los gobiernos locales y estatales. La fiscalía dijo que iban a hacer el caso por 16 disparos que presuntamente involucraban a Muhammad. El cargo de terrorismo contra Muhammad requería fiscales para demostrar que cometió al menos dos disparos en un período de tres años.
La fiscalía llamó a más de 130 testigos y se presentaron más de 400  evidencias destinadas a probar que Muhammad realizó los asesinatos y ordenó a Malvo ayudarle  a llevarlos a cabo. Las evidencias incluyen un rifle, que se encontró en el auto de Muhammad, que fue vinculado por pruebas de balística no sólo a 8 de los 10 asesinatos en el área de Washington, sino también a otros dos, en Luisiana y Alabama; el propio vehículo, el cual fue modificado para que un francotirador pudiera disparar desde el interior; y un ordenador portátil, también encontrado en el coche, que contenía mapas con la localización de las escenas de los disparos.
También hubo relatos de testigos que colocaban a Muhammad cruzando la calle después de un tiro y su coche cerca de la escena de varios otros. También hubo una llamada telefónica grabada a una línea telefónica de la policía en el que un hombre, con una voz identificada por un detective como Muhammad, exigía dinero a cambio de detener los disparos.
La defensa de Muhammad pidió al tribunal que retire los cargos de asesinato capital por el hecho de que no había ninguna prueba directa. Las huellas digitales de Malvo fueron encontradas en el rifle Bushmaster hallado en el coche de Muhammad, y el material genético del propio Muhammad también fue descubierto en el rifle, pero la defensa argumentó que Muhammad no podía ser condenado a muerte en virtud de la "ley del gatillo" de Virginia, a menos que en realidad lo sacara para disparar a matar a Meyers, y nadie testificó que lo vieron hacerlo.
El 17 de noviembre de 2003, por el veredicto del jurado, Muhammad fue condenado en Virginia de los cuatro cargos de acusación contra él: homicidio capital por el asesinato de Dean H. Meyers; un segundo cargo de homicidio capital bajo la ley antiterrorista de Virginia, por homicidio cometido con la intención de aterrorizar al gobierno o al público en general; conspiración para cometer asesinato; y el uso ilegal de un arma de fuego. En la fase de sentencia del juicio, el jurado, después de cinco horas de deliberaciones en dos días, recomendó por unanimidad que Muhammad debía ser condenado a muerte. El 9 de marzo de 2004, un juez de Virginia estuvo de acuerdo con la recomendación del jurado y condenó a John Allen Muhammad a muerte.
El 22 de abril de 2005, la Corte Suprema de Virginia ratificó su pena de muerte, afirmando que Muhammad podía ser condenado a muerte por el asesinato como parte de un acto de terrorismo. El tribunal también rechazó el argumento de los abogados defensores de que no podía ser condenado a muerte, porque él no era el pistolero en los asesinatos. El portavoz de la Corte Suprema de Justicia de Virginia Donald Lemons dijo en su momento que "con cálculo, una amplia planificación, premeditación y el desprecio cruel por la vida, Muhammad realizó su cruel régimen de terror."
En mayo de 2005 Maryland y Virginia llegaron a un acuerdo para permitir su extradición para enfrentar cargos en  Maryland, pero Muhammad estaba peleando la acción legal. Estuvo recluido en la prisión de máxima seguridad cerca de Waverly (Virginia) del condado de Sussex (Virginia), que alberga a los reclusos del corredor de la muerte de Virginia. A la espera de su ejecución en Virginia, en agosto de 2005, fue extraditado al condado de Montgomery (Maryland) para enfrentar cargos allí.
El 30 de mayo de 2006, un jurado de Maryland encontró a John Allen Muhammad culpable de seis cargos de asesinato en Maryland. A cambio, se le condenó a seis cadenas perpetuas consecutivas sin posibilidad de libertad condicional el 1 de junio de 2006. Tampoco Alabama, Arizona, Luisiana o el estado de Washington se trasladaron a tratar con Muhammad, dada su condena a muerte por asesinato en Virginia. En 2006, Malvo confesó que la pareja también mató a las víctimas de California, Arizona y Texas, sumando 17 víctimas.
El 6 de mayo de 2008, se reveló que Muhammad le pidió a los fiscales en una carta que le ayudaran a poner fin a los recursos legales de su condena y sentencia de muerte ", por lo que se puede asesinar a este hombre negro inocente." una apelación presentada por los abogados defensores de Muhammad en abril de 2008 citó evidencia de daño cerebral que haría a Muhammad incompetente para tomar decisiones legales, y que no debería haber sido autorizado a representarse a sí mismo en su juicio de Virginia.
El 16 de septiembre de 2009, la fecha de ejecución de Muhammad se estableció para el 10 de noviembre de 2009. El 9 de noviembre de 2009, la petición de Muhammad para la revisión de su condena a muerte fue negada por la Corte Suprema de los Estados Unidos. El juez John Paul Stevens, acompañado por la jueza Ruth Bader Ginsburg y la jueza Sonia Sotomayor escribió una opinión separada que indica que la prisa de Virginia para establecer una fecha de ejecución "destaca una vez más la perversidad de la ejecución de los reclusos antes de que su proceso de apelación ha sido totalmente concluido", Si bien señaló que estuvieron de acuerdo con la decisión de que la apelación no debe ser escuchada.

## Caso civil
En 2003, Malvo y Muhammad fueron nombrados en una importante demanda civil por la acción del Proyecto Legal del Centro Brady para Prevenir la Violencia con Armas en nombre de dos de sus víctimas que resultaron gravemente heridas y a las familias de algunos de los asesinados, aunque Malvo y Muhammad fueron cada uno cree que son indigentes, coacusados Bull's Eye Shooter Supply y Bushmaster Firearms, Inc. contribuyeron a una marca de 2,5 millones de dólares de acuerdo fuera de los tribunales a finales de 2004.

## Testimonio de Lee Boyd Malvo
En el juicio de John Allen Muhammad en mayo de 2006 en el Condado de Montgomery (Maryland), Lee Boyd Malvo, que está cumpliendo una sentencia de cadena perpetua sin libertad condicional por su participación en los tiroteos, subió al estrado y confesó una versión más detallada de los planes de la pareja. Malvo, después de un amplio asesoramiento psicológico, admitió que estaba mintiendo en el juicio de Virginia donde había admitido ser el pistolero para cada disparo. Malvo dijo que él había dicho esto con el fin de proteger a John Allen Muhammad, de la posibilidad de pena de muerte, porque era más difícil de conseguir la pena de muerte para un menor. Malvo dijo que él quería hacer lo poco que pudo por los familiares de las víctimas al permitirse contar la historia completa. En sus dos días de testimonios, Malvo esbozó muchos aspectos muy detallados de todos los disparos.
Parte de su testimonio refiere el plan multifase completo de Muhammad. Su plan consistía en tres fases en Washington D. C. y en el área metropolitana de Baltimore. La Fase Uno consistiría en la planificación meticulosa, la cartografía, y la práctica de sus ubicaciones alrededor de la zona de Washington D. C. De esta manera después de cada tiro sería capaz de salir rápidamente de la zona por un camino predeterminado, y pasar a la siguiente ubicación. La meta de John Allen Muhammad en la fase uno era matar a 6 personas blancas al día durante 30 días (180 por mes). Malvo pasó a describir cómo la Fase Uno no salió según lo planeado debido al tráfico pesado y la falta de un tiro y/o una escapada clara en los distintos lugares.
La segunda fase estaba destinada a ser trasladada hasta Baltimore. Malvo describió cómo esta fase estuvo a punto de ser ejecutada, pero nunca se llevó a cabo. La segunda fase se iniciaría con el asesinato de una mujer embarazada con un tiro en el abdomen. El siguiente paso habría sido disparar y matar a un agente policial de Baltimore City. Luego, en el funeral del oficial, detonarían varios artefactos explosivos improvisados llenos de metralla. Estos explosivos estarían destinados a matar a un gran número de oficiales, ya que muchos de ellos estarían en el funeral del compañero.
La tercera etapa iba a tener lugar muy poco después, si no durante la fase dos. La tercera fase sería extorsionar varios millones de dólares al gobierno de los Estados Unidos. Este dinero sería utilizado para financiar un plan más amplio para viajar al norte en Canadá, parando en el camino en el YMCA y orfanatos para reclutar a otros muchachos jóvenes impresionables sin padres u orientaciones. John Allen Muhammad pensó que podía actuar como su figura paterna, al igual que hizo con Lee Boyd Malvo. Una vez que él reclutara a un gran número de chicos jóvenes, se dirigirían a Canadá, y él comenzaría su entrenamiento. Malvo describió cómo Muhammad supuestamente estaba destinado a capacitar a los jóvenes con las armas. Después de completar su entrenamiento, Muhammad los enviaría a través de los Estados Unidos para llevar a cabo fusilamientos masivos en muchas ciudades diferentes, tal como lo había hecho en Washington D. C. y Baltimore.

## Ejecución
El 16 de septiembre de 2009, un juez de Virginia estableció el 10 de noviembre de 2009 como fecha de ejecución para Muhammad. El 9 de noviembre de 2009, la Corte Suprema de los Estados Unidos rechazó un recurso de última hora. El 10 de noviembre, horas antes de la ejecución programada de John, la petición de indulto hecha por sus abogados se les negó por el gobernador de Virginia Tim Kaine.
Bajo la ley de Virginia, se permite que el interno elija el método por el cual él o ella será castigado con la muerte, ya sea inyección letal o electrocución. Debido a que Muhammad se negó a seleccionar un método, por ley, se seleccionó el método de la inyección letal para él. Se le ofreció una selección de una última cena, que él aceptó, pero se negó a la publicación de su contenido. Sin embargo, J. Wyndal Gordon, abogado de Muhammad, dijo a la prensa asociada que la última comida de Muhammad consistió en "pollo y salsa roja, y algunos pasteles".
La ejecución comenzó a las 21:00. EST en el Centro Correccional de Greensville en Jarratt. según el comunicado oficial de la portavoz de la prisión, el proceso de inyección letal real comenzó a las 21:06 ET. Posteriormente, fue declarado muerto a las 21:11 ET; se negó a hacer una declaración final. Su cuerpo fue cremado y sus cenizas fueron entregadas a su hijo en Luisiana.